# VENTめし!
『VENTめし!』（ヴァンめし）とは、2011年4月2日から2020年12月22日まで山梨放送（YBSテレビ）で放送されていた山梨県の地元特産食材を扱う料理番組、農産物PR番組、および山梨県のプロサッカークラブ・ヴァンフォーレ甲府の応援番組である。

シリーズ化されており、一年で1シーズン｡2013年度のみ『VENTめし!2013』というタイトルで放送していた。

2016年から2020年までててて!TV火曜枠内の1コーナーとして放送された。

## 概要
番組コンセプトは「山梨食の応援団」。山梨県産の野菜・果物・畜産物等の農産食材をより美味しく食べてもらうために、毎回東京ガス山梨の調理講師やヴァンフォーレ甲府の栄養士（2019年時点で主に守屋若奈を起用）を招き、趣向を凝らした料理を紹介している。また、毎回ヴァンフォーレ甲府の選手が登場し、紹介された料理を試食した味のリポートをするとともに、日頃の食生活に対するこだわりとスポーツ少年たちへのメッセージを語っている。ナレーションはYBSアナウンサーが担当（吉永龍司（2017年まで）→ハードキャッスル エリザベス・林輝彦（2018年）→櫻井和明（2019年）→深田幹規（2020年））。シーズンオフ期間中の1月-3月はVENTめし!に代わり『VENTトレ! Let'sタニササイズ』が2017年と2018年に「ててて!TV」内で放送され、ヴァンフォーレ甲府のフィジカルトレーナーである谷真一郎が、女性アナウンサー（ハードキャッスル エリザベス（2017年）→三浦実夏（2018年））をアシスタントに簡単なエクササイズを指導する。

## 放送時間
- 土曜 11:40 - 11:45（2011年4月2日 - 2011年12月24日）
- 土曜 22:54 - 23:00（2012年4月7日 - 2012年12月22日）
- 火曜 21:54 - 22:00（2013年4月2日 - 2015年12月22日）
- 火曜 15:50 - 16:53のててて!TV内で放送（2016年4月5日 - 2016年12月27日）
- 火曜 15:50 - 16:50のててて!TV内で放送（2017年4月4日 - 2020年12月22日）